# 平間駅
平間駅（ひらまえき）は、神奈川県川崎市中原区田尻町にある、東日本旅客鉄道（JR東日本）南武線の駅である。駅番号はJN 05。

## 歴史
- 1927年（昭和2年）3月9日：南武鉄道川崎 - 登戸間開通時に平間停留場として開設[1][2]。
- 1944年（昭和19年）4月1日：南武鉄道が国有化[2]、運輸通信省南武線の平間駅となる[1]。
- 1945年（昭和20年）4月15日：空襲に伴い川崎 - 向河原間不通、当駅は休止[1]。
- 1946年（昭和21年）5月1日：営業再開。
- 1958年（昭和33年）4月10日：荷物扱い廃止[2]。
- 1987年（昭和62年）4月1日：国鉄分割民営化に伴い、JR東日本の駅となる[1][2]。
- 1994年（平成6年）2月15日：自動改札機設置[4]。
- 2001年（平成13年）11月18日：ICカード「Suica」供用開始。
- 2007年（平成19年）
  - 6月22日：みどりの窓口の営業を終了。
  - 6月23日：指定席券売機を導入。
- 2015年（平成27年）2月15日：駅遠隔操作システム（現・お客さまサポートコールシステム）導入。
- 2016年（平成28年）4月12日：当駅前の踏切（平間駅前踏切）が踏切道改良促進法に基づき、改良すべき踏切道として国土交通大臣の指定を受ける[5][6][7]。
- 2021年（令和3年）2月26日：平間駅前踏切に、下り列車に対して「踏切警報時間制御装置」を導入[8][9]。これに併せて、下り列車の停車位置を川崎方へ約10メートル移動[8][9]。
- 2025年（令和7年）1月17日：スマートホームドアの使用を開始[10]。

## 駅構造
相対式ホーム2面2線を有する地上駅である。上りホーム立川方に改札口があり、2つのホームは跨線橋で連絡している。
川崎統括センター（武蔵小杉駅）管理の業務委託駅（JR東日本ステーションサービス委託）。お客さまサポートコールシステムが導入されており、早朝と夜間の一部時間帯は遠隔対応のため改札係員は不在となる。不在の時間はインターホンにより鹿島田駅の係員が対応を行う。
駅構内にはトイレ（上りホーム中央付近・改札を入って左手）と自動改札機の他、多機能券売機と指定席券売機が設置されている。また、2010年3月25日から、ホームと跨線橋を結ぶエレベーターが設置された。

### のりば
| 番線 | 路線   | 方向 | 行先           |
| ---- | ------ | ---- | -------------- |
| 1    | 南武線 | 上り | 矢向・川崎方面 |
| 2    | 南武線 | 下り | 登戸・立川方面 |

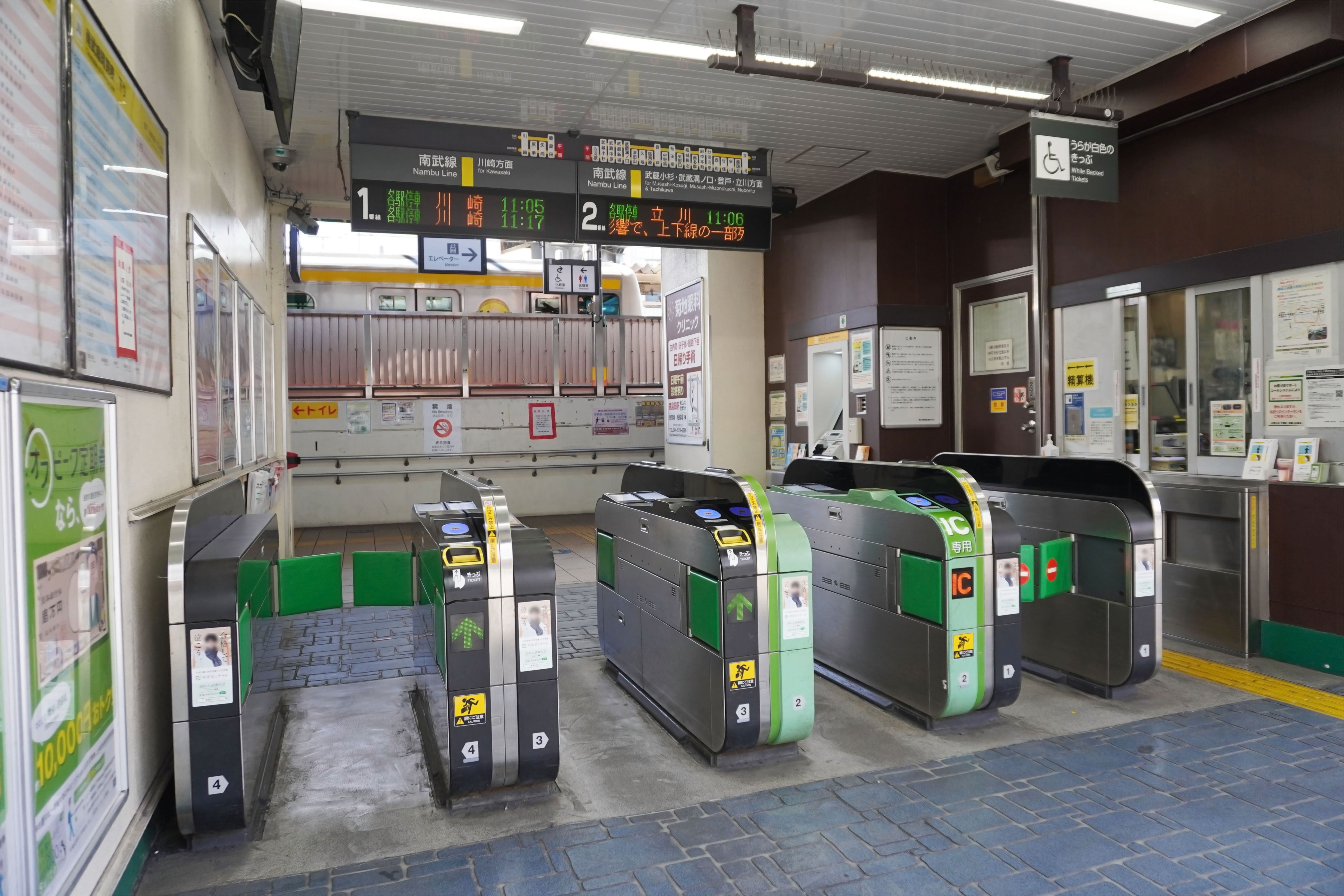
改札口（2024年2月）
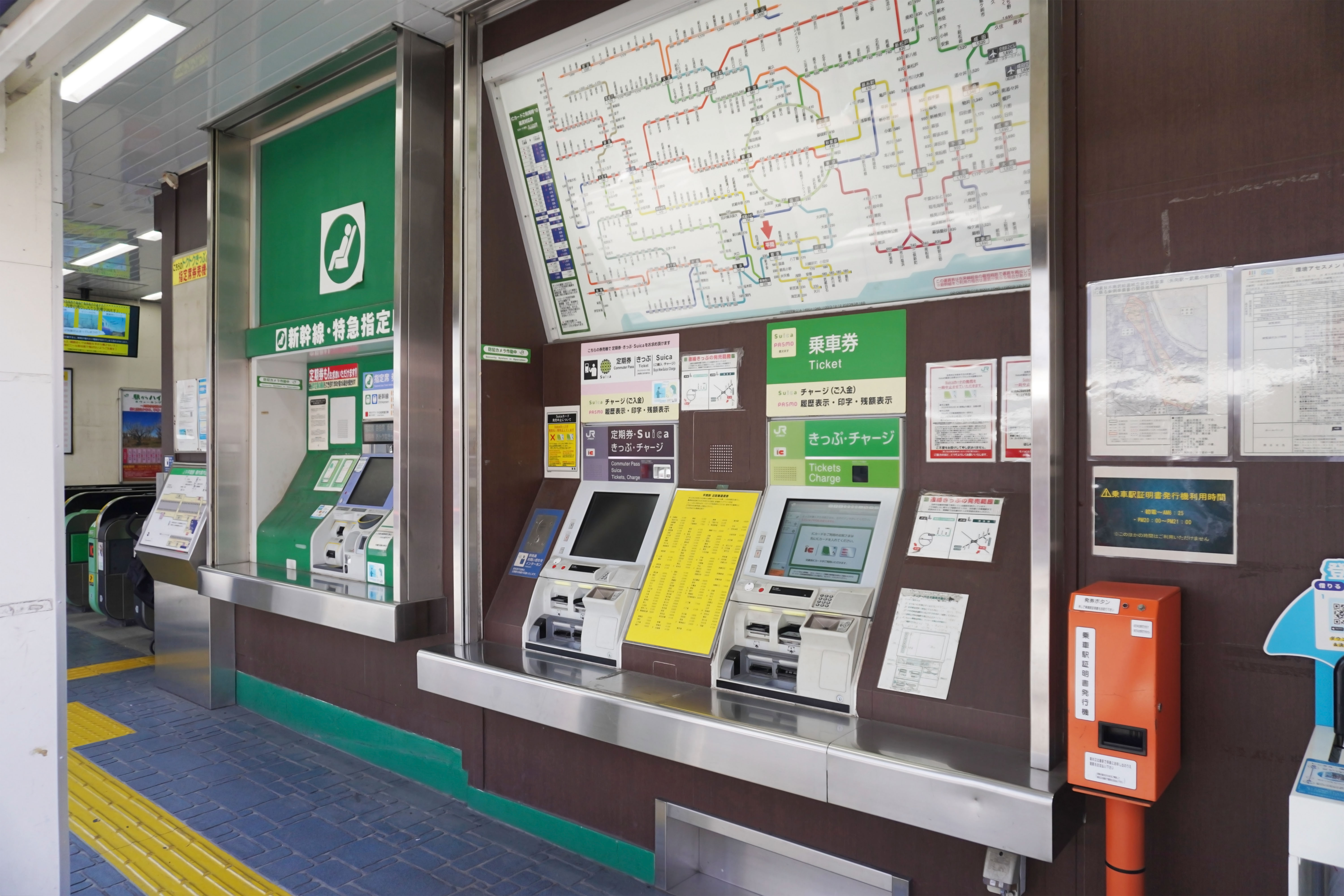
自動券売機（2024年2月）
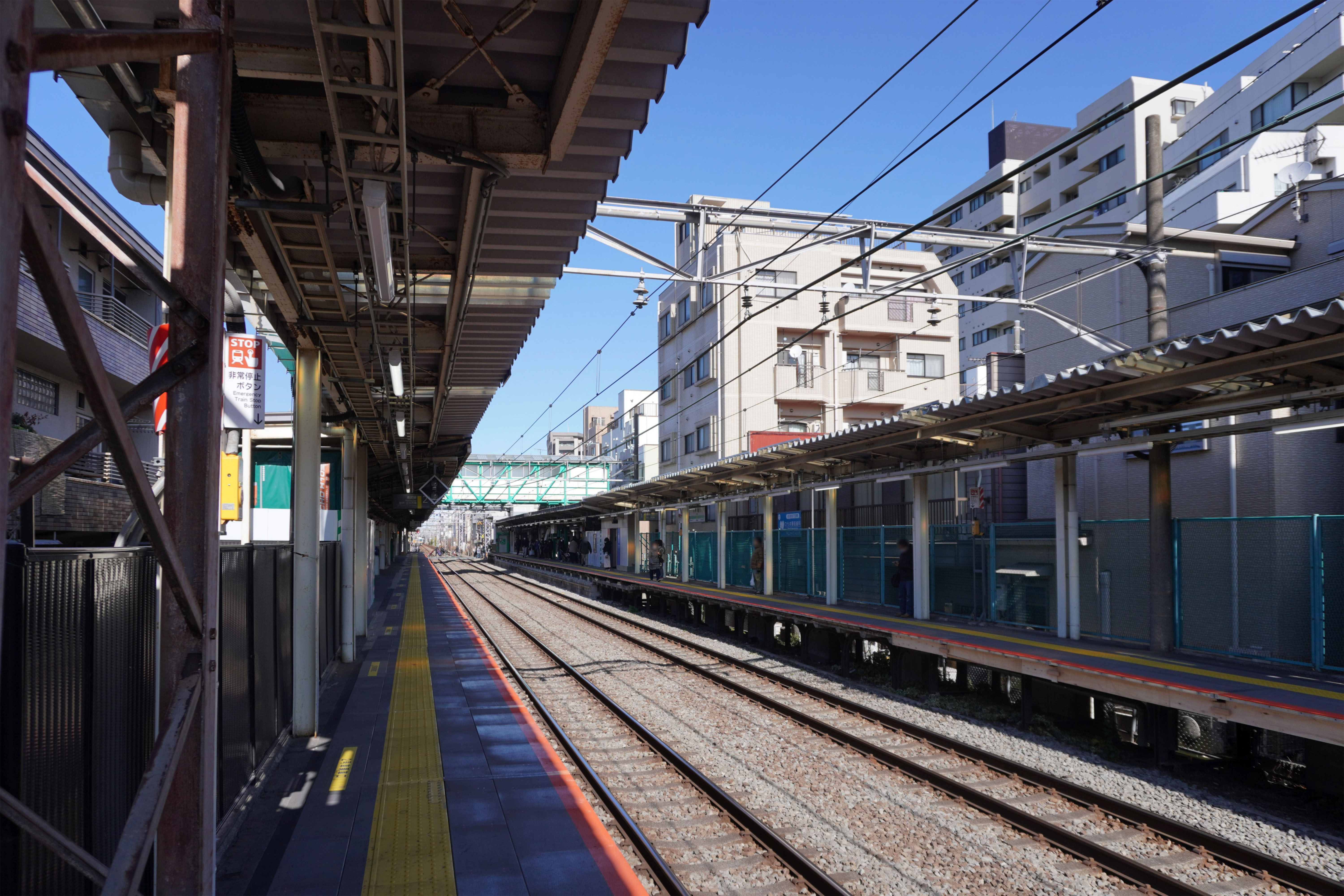
ホーム（2024年2月）

## 利用状況
2023年度（令和5年度）の1日平均乗車人員は12,938人である。
1995年度（平成7年度）以降の推移は以下のとおりである。
| 年度               | 1日平均 乗車人員 | 出典     |
| ------------------ | ---------------- | -------- |
| 1995年（平成07年） | 14,333           | [ * 1 ]  |
| 1996年（平成08年） | 14,068           |          |
| 1997年（平成09年） | 13,648           |          |
| 1998年（平成10年） | 13,302           | [ * 2 ]  |
| 1999年（平成11年） | 13,090           | [ * 3 ]  |
| 2000年（平成12年） | 13,046           | [ * 3 ]  |
| 2001年（平成13年） | 13,156           | [ * 4 ]  |
| 2002年（平成14年） | 13,241           | [ * 5 ]  |
| 2003年（平成15年） | 13,555           | [ * 6 ]  |
| 2004年（平成16年） | 13,748           | [ * 7 ]  |
| 2005年（平成17年） | 13,918           | [ * 8 ]  |
| 2006年（平成18年） | 14,154           | [ * 9 ]  |
| 2007年（平成19年） | 14,360           | [ * 10 ] |
| 2008年（平成20年） | 14,303           | [ * 11 ] |
| 2009年（平成21年） | 14,118           | [ * 12 ] |
| 2010年（平成22年） | 14,136           | [ * 13 ] |
| 2011年（平成23年） | 14,103           | [ * 14 ] |
| 2012年（平成24年） | 14,140           | [ * 15 ] |
| 2013年（平成25年） | 14,477           | [ * 16 ] |
| 2014年（平成26年） | 14,540           | [ * 17 ] |
| 2015年（平成27年） | 14,509           | [ * 18 ] |
| 2016年（平成28年） | 14,344           | [ * 19 ] |
| 2017年（平成29年） | 14,613           |          |
| 2018年（平成30年） | 14,779           |          |
| 2019年（令和元年） | 14,930           |          |
| 2020年（令和02年） | 11,693           |          |
| 2021年（令和03年） | 11,781           |          |
| 2022年（令和04年） | 12,393           |          |
| 2023年（令和05年） | 12,938           |          |

## 駅周辺

### 東側
- 平間駅前商栄会（改札口に面した道路沿い）
- 平間銀座商店街（さわやか信用金庫から南武沿線道路方向東側へ向かう道路沿い）
- さわやか信用金庫平間支店
- 横浜信用金庫平間支店
- 川崎信用金庫平間支店
- JAセレサ川崎御幸支店
- マルエツ平間店
- まいばすけっと北谷町店
- クリエイトSD川崎平間駅前店
- スマイルドラッグ平間店
- 川崎田尻郵便局
- 神奈川県立川崎工科高等学校
- ガス橋

### 西側
- クリエイトSD川崎田尻町店
- 川崎市立橘高等学校
- 国道409号
- 長谷川香料技術研究所
- 帝国通信工業本社
- 三菱ふそうトラック・バス 川崎製作所・技術センター

### 改良すべき踏切道
当駅の改札は東口のみであり、駅西側の利用者は主に駅北側にある神奈川県道111号大田神奈川線が通る平間駅前踏切を利用することになる。この踏切は駅に近いこともあって踏切遮断時間が長い開かずの踏切となっていて、踏切道改良促進法に基づき国土交通省が「改良すべき踏切道」に指定している。また、踏切遮断時に遮断棒を潜り抜ける歩行者が多い危険な踏切としてテレビ番組でも取上げられている。踏切付近に歩道橋・地下道は無く駅南側に歩道橋がある。当駅付近の南武線の連続立体交差事業は2019年現在未着工である。
2020年1月23日、JR東日本が平間駅前踏切に、下り列車に対して「踏切警報時間制御装置」を導入し、通過列車と停車列車を区別することで遮断時間を短縮させると発表。翌2021年2月26日より運用を開始した。

## バス路線
| 運行事業者   | 系統・行先 |
| 平間駅前     | 平間駅前 |
| ------------ | --- |
| 川崎市交通局 | - 川66：井田病院 / 上平間 - 川83：江川町                                                                                          |
| 平間駅入口   | |
| 川崎市交通局 | - 川66：井田病院 / 上平間 - 川83：江川町                                                                                          |
| 東急バス     | - 川31：高津駅 / 川崎駅ラゾーナ広場 - 川32：小杉駅東口・高津駅 / 川崎駅ラゾーナ広場 - 川33：市民ミュージアム / 川崎駅ラゾーナ広場 |

## 隣の駅
東日本旅客鉄道（JR東日本）
 南武線
■快速
通過
■各駅停車
鹿島田駅 (JN 04) - 平間駅 (JN 05) - 向河原駅 (JN 06)

### 記事本文
1. 1 2 3 4 5  曽根悟（監修） 著、朝日新聞出版分冊百科編集部 編『週刊 歴史でめぐる鉄道全路線 国鉄・JR』 38号 青梅線・鶴見線・南武線・五日市線、朝日新聞出版〈週刊朝日百科〉、2010年4月11日、20-21頁。
2. 1 2 3 4 5  石野哲 編『停車場変遷大事典 国鉄・JR編』 II（初版）、JTB、1998年10月1日、65頁。ISBN 978-4-533-02980-6。
3. 1 2 3  “駅の情報（平間駅）：JR東日本”.   東日本旅客鉄道. 2023年10月23日時点のオリジナルよりアーカイブ。2023年10月23日閲覧。
4. ↑  「JR年表」『JR気動車客車編成表 '94年版』ジェー・アール・アール、1994年7月1日、187頁。ISBN 4-88283-115-5。
5. 1 2  “改正踏切道改良促進法に基づき、改良すべき踏切道について国土交通大臣の指定を行いました。”.   国土交通省 (2016年4月12日). 2017年7月27日閲覧。
6. 1 2  改良すべき踏切道の指定 - 国土交通省
7. 1 2  踏切道改良促進法に基づく法指定箇所一覧
8. 1 2 3  『南武線平間駅前踏切の遮断時間短縮について』（PDF）（プレスリリース）東日本旅客鉄道横浜支社、2020年1月23日。オリジナルの2020年1月30日時点におけるアーカイブ。2020年1月23日閲覧。
9. 1 2 3  “平間駅 開かずの踏切、改善へ一歩 JR 新たな制御装置導入”. タウンニュース中原区版 (タウンニュース社). (2021年4月16日).  オリジナルの2021年4月16日時点におけるアーカイブ。 2021年4月30日閲覧。
10. ↑  『2024年度のホームドア整備駅の追加について』（PDF）（プレスリリース）東日本旅客鉄道、2024年8月20日。オリジナルの2024年8月20日時点におけるアーカイブ。2024年8月20日閲覧。
11. 1 2  “JR東日本：駅構内図・バリアフリー情報（平間駅）”.   東日本旅客鉄道. 2024年6月11日閲覧。
12. ↑  川崎市統計書 - 川崎市
13. ↑  神奈川県県勢要覧

### 利用状況
JR東日本の2000年度以降の乗車人員
1. ↑  各駅の乗車人員（2000年度） - JR東日本
2. ↑  各駅の乗車人員（2001年度） - JR東日本
3. ↑  各駅の乗車人員（2002年度） - JR東日本
4. ↑  各駅の乗車人員（2003年度） - JR東日本
5. ↑  各駅の乗車人員（2004年度） - JR東日本
6. ↑  各駅の乗車人員（2005年度） - JR東日本
7. ↑  各駅の乗車人員（2006年度） - JR東日本
8. ↑  各駅の乗車人員（2007年度） - JR東日本
9. ↑  各駅の乗車人員（2008年度） - JR東日本
10. ↑  各駅の乗車人員（2009年度） - JR東日本
11. ↑  各駅の乗車人員（2010年度） - JR東日本
12. ↑  各駅の乗車人員（2011年度） - JR東日本
13. ↑  各駅の乗車人員（2012年度） - JR東日本
14. ↑  各駅の乗車人員（2013年度） - JR東日本
15. ↑  各駅の乗車人員（2014年度） - JR東日本
16. ↑  各駅の乗車人員（2015年度） - JR東日本
17. ↑  各駅の乗車人員（2016年度） - JR東日本
18. ↑  各駅の乗車人員（2017年度） - JR東日本
19. ↑  各駅の乗車人員（2018年度） - JR東日本
20. ↑  各駅の乗車人員（2019年度） - JR東日本
21. ↑  各駅の乗車人員（2020年度） - JR東日本
22. ↑  各駅の乗車人員（2021年度） - JR東日本
23. ↑  各駅の乗車人員（2022年度） - JR東日本
24. ↑  各駅の乗車人員（2023年度） - JR東日本

神奈川県県勢要覧
1. ↑  線区別駅別乗車人員（1日平均）の推移 (PDF)  - 19ページ
2. ↑  神奈川県県勢要覧（平成12年度） - 221ページ
3. 1 2  神奈川県県勢要覧（平成13年度） (PDF)  - 223ページ
4. ↑  神奈川県県勢要覧（平成14年度） (PDF)  - 221ページ
5. ↑  神奈川県県勢要覧（平成15年度） (PDF)  - 221ページ
6. ↑  神奈川県県勢要覧（平成16年度） (PDF)  - 221ページ
7. ↑  神奈川県県勢要覧（平成17年度） (PDF)  - 223ページ
8. ↑  神奈川県県勢要覧（平成18年度） (PDF)  - 223ページ
9. ↑  神奈川県県勢要覧（平成19年度） (PDF)  - 225ページ
10. ↑  神奈川県県勢要覧（平成20年度） (PDF)  - 229ページ
11. ↑  神奈川県県勢要覧（平成21年度） (PDF)  - 239ページ
12. ↑  神奈川県県勢要覧（平成22年度） (PDF)  - 237ページ
13. ↑  神奈川県県勢要覧（平成23年度） (PDF)  - 237ページ
14. ↑  神奈川県県勢要覧（平成24年度） (PDF)  - 233ページ
15. ↑  神奈川県県勢要覧（平成25年度） (PDF)  - 235ページ
16. ↑  神奈川県県勢要覧（平成26年度） (PDF)  - 237ページ
17. ↑  神奈川県県勢要覧（平成27年度） (PDF)  - 237ページ
18. ↑  神奈川県県勢要覧（平成28年度） (PDF)  - 245ページ
19. ↑  神奈川県県勢要覧（平成29年度） (PDF)  - 237ページ